# Mati (socken)
Mati (kinesiska: 马蹄乡, 马蹄) är en socken i Kina. Den ligger i provinsen Sichuan, i den sydvästra delen av landet, omkring 360 kilometer sydost om provinshuvudstaden Chengdu. Antalet invånare är 21 859. Befolkningen består av 10 373 kvinnor och 11 486 män. Barn under 15 år utgör 28,0 %, vuxna 15-64 år 61 %, och äldre över 65 år 9,0 %.
Genomsnittlig årsnederbörd är 1 152 millimeter. Den regnigaste månaden är juli, med i genomsnitt 200 mm nederbörd, och den torraste är januari, med 23 mm nederbörd.